# Aventură în doi (film)
Aventură în doi (titlu original: The Thomas Crown Affair, cu sensul de Afacerea Thomas Crown) este un film american thriller romantic din 1999 regizat de John McTiernan. Este o refacere a filmului omonim din 1968. Rolurile principale au fost interpretate de actorii Pierce Brosnan, Rene Russo și Denis Leary.

## Distribuție
- Pierce Brosnan - Thomas Crown, a billionaire and Catherine's lover.
- Rene Russo - Catherine Banning, an insurance investigator; she and Thomas become lovers.
- Denis Leary - Detective Michael McCann, a police detective.
- Fritz Weaver - John Reynolds
- Frankie Faison - Detective Paretti, a police detective.
- Ben Gazzara - Andrew Wallace
- Mark Margolis - Heinrich Knutzhorn
- Esther Cañadas - Anna Tyrol Knutzhorn
- James Saito - Paul Cheng
- Faye Dunaway - Psychiatrist
- Michael Lombard - Bobby McKinley
- Simon Jones - Accountant on phone (uncredited)[6]
- Cynthia Darlow - Daria

Dunaway a jucat rolul Catherine Banning în filmul original in 1968]]. Cu toate acestea, numele personajului era Vicki Anderson.